# Sainte-Marguerite-des-Loges
Sainte-Marguerite-des-Loges és un antic municipi francès situat al departament de Calvados i a la regió de Normandia. L'any 2018 tenia 181 habitants. Des del 1r de gener de 2016 es va integrar en el municipi nou de Livarot-Pays-d'Auge com a municipi delegat. En reunir vint-i-dos antics municipis, aquest municipi nou és el més gros de tots els municipis nous de França.
El nom de Sainte-Marguerite-des-Loges pren el seu origen de Margarida d'Antioquia, patrona de les dones en el part. La paraula loges, significa ‘cabana’ i recorda les barraques dels leprosos que s'hi venien a refugiar.

## Demografia
El 2007 la població era de 193 persones. Hi havia 72 famílies i 102 habitatges: 72 habitatges principals, 29 segones residències i un desocupat. Tots els habitatges eren cases.

La població ha evolucionat segons el següent gràfic:

## Economia
El 2007 la població en edat de treballar era de 118 persones, 74 eren actives i 44 eren inactives. Hi havia nou establiments, principalment de comerç i de serveis de proximitat. L'any 2000 hi havia 16 explotacions agrícoles que conreaven un total de 690 hectàrees.